# الاتحادية الجزائرية لكرة اليد
الاتحادية الجزائرية لكرة اليد.، هي التنظيم الذي يسير ممارسة كرة اليد في الجزائر، عضو في الاتحاد الإفريقي لكرة اليد والاتحاد الدولي لكرة اليد، تأسس في 29 يناير 1963.

## وصلات خارجية
- موقع الاتحادية
- أخبار كرة اليد الجزائرية